# Лисавино (Волоколамский район)
Лисавино — деревня в Волоколамском районе Московской области России. Входит в состав сельского поселения Осташёвское. Население — 56 чел. (2010).
Название деревни образовано от фамилии Лисавин.

## География
Деревня Лисавино расположена на западе Московской области, в юго-западной части Волоколамского района, примерно в 44 км к юго-западу от города Волоколамска. Рядом протекает впадающая в Искону небольшая речка Шумариха (бассейн Москвы).
На территории зарегистрировано садовое товарищество. Имеется автобусное сообщение с Волоколамском и селом Карачарово. Ближайшие населённые пункты — деревни Сергово и Хатанки.

## Население
| 1852 | 1859 | 1926 | 2002 | 2006 | 2010 |
| ---- | ---- | ---- | ---- | ---- | ---- |
| 511  | ↘478 | ↘314 | ↘84  | ↘77  | ↘56  |

## История
В «Списке населённых мест» 1862 года Лисовино (Лисавино) — владельческая деревня 2-го стана Можайского уезда Московской губернии по левую сторону торгово-просёлочного Гжатского тракта, в 40 верстах от уездного города, при речке Шмарихе, с 66 дворами и 478 жителями (224 мужчины, 254 женщины).
По данным 1890 года входила в состав Карачаровской волости Можайского уезда, число душ мужского пола составляло 224 человека.
В 1913 году — 58 дворов, земское училище, чайная и овощная лавки.
По материалам Всесоюзной переписи 1926 года — деревня Бабошинского сельсовета Карачаровской волости Можайского уезда, проживало 314 жителей (128 мужчин, 186 женщин), насчитывалось 71 крестьянское хозяйство, располагался сельсовет.
С 1929 года — населённый пункт в составе Можайского района Московского округа Московской области. Постановлением ЦИК и СНК от 23 июля 1930 года округа как административно-территориальные единицы были ликвидированы.
1929—1939 гг. — деревня Хатанковского сельсовета Можайского района.
1939—1954 гг. — деревня Хатанковского сельсовета Осташёвского района.
1954—1957 гг. — деревня Болычевского сельсовета Осташёвского района.
С 7 декабря 1957 года — деревня Болычевского сельсовета Можайского района, а с 31 декабря того же года — Болычевского сельсовета Волоколамского района.
1958—1963 гг. — деревня Болычевского сельсовета Волоколамского района.
1963—1965 гг. — деревня Болычевского сельсовета Волоколамского укрупнённого сельского района.
1965—1994 гг. — деревня Болычевского сельсовета Волоколамского района.
В 1994 году Московской областной думой было утверждено положение о местном самоуправлении в Московской области, сельские советы как административно-территориальные единицы были преобразованы в сельские округа.
1994—2006 гг. — деревня Болычевского сельского округа Волоколамского района.
С 2006 года — деревня сельского поселения Осташёвское Волоколамского муниципального района Московской области.